# Nowy Gostków
Nowy Gostków [pronunciación en polaco: /ˈnɔvɨ ˈɡɔstkuf/] es un pueblo ubicado en el distrito administrativo de Gmina Wartkowice, dentro del Distrito de Poddębice, Voivodato de Łódź, en Polonia central. Según el censo de 2011, tiene una población de 141 habitantes.
Se encuentra aproximadamente a 3 kilómetros al suroeste de Wartkowice, a 8 kilómetros al norte de Poddębice, y a 40 kilómetros al noroeste de la capital regional Łódź.